# Бага Тагер
Бага Тагер (араб. بهاء طاهر, англ. Bahaa Taher; 1935, Каїр — 27 жовтня 2022) — єгипетський письменник, лауреат Міжнародної премії з арабської літератури (International Prize for Arabic Fiction) 2008 року.

## Біографія
Бага Тагер народився 1935 року в Каїрі (Єгипет).
Закінчив філологічний факультет Каїрського університету, і розпочав роботу на Radio 2.
Вперше опублікував власний твір (коротке оповідання) 1964 року.
Бага належав до лівого авангарду літературного процесу в Єгипті у 1960-ті роки і був одним із т. зв. групи Gallery 68 (назва літературного часопису).
За гострі випади в бік влади Тагер утратив роботу на радіо, й не публікувався в середині 1970-х роках (період президентства Садата).
1981 року літератор переїхав до Женеви (Швейцарія), де працював перекладачем ООН.
По роках вимушеної еміграції, Бага Тагер повернувся до батьківщини у Єгипет й відразу ж включився в єгипетський культурний і літературний процес.
Бага Тагер є доволі популярною особистістю в сучасному Єгипті, про нього пишуть статті й ставлять фільми та програми, у нього беруть інтерв'ю, його відмічають національними і міжнародними літературними преміями — Єгипетська Державна премія в галузі літератури (найвища у країні, 1998), Премія Джузеппе Ачербі (престижна італійська нагорода, 2000), Міжнародна премія з арабської літератури (арабський аналог Букера, 2008).

## Твори
Бага Тагер — автор цікавої, часто сатиричної, а також гостро соціальної і навіть політичної прози (романи та оповідання); перші твори (здебільшого невеликі новели) публікувались у часописах.
Вибрані твори:
- شرق النخيل (East of the Palms, 1985)
- قالت ضحى (Qalat Duha, 1985
- خالتي صفية والدير (Aunt Safiyya and the Monastery, 1991)
- الحب في المنفى (Love in Exile, 1995)
- The point of light (1999)
- واحة الغروب (Sunset Oasis, 2007)